# Häcklevattnet
Häcklevattnet är en sjö i Munkedals kommun i Bohuslän och ingår i Örekilsälvens huvudavrinningsområde. Sjöns area är 0,01 kvadratkilometer och den är belägen 131 meter över havet.